# Plutothrix coelius
Plutothrix coelius är en stekelart som först beskrevs av Walker 1839.  Plutothrix coelius ingår i släktet Plutothrix och familjen puppglanssteklar. Arten är reproducerande i Sverige. Inga underarter finns listade i Catalogue of Life.